# 1986 na política

## Eventos
- 1 de janeiro - Portugal e Espanha entram na União Europeia.
- 14 de fevereiro - Termina a campanha eleitoral para a 2ª volta das eleições presidenciais portuguesas, entre os candidatos Mário Soares e Freitas do Amaral.
- 28 de fevereiro - É criado o Plano Cruzado, plano econômico que previa congelamento e tabelamento de preços e salários. A moeda brasileira passa a se chamar Cruzado (1000 cruzeiros = 1 cruzado).
- 28 de fevereiro - Olof Palme, primeiro-ministro sueco, é assassinado em Estocolmo.
- 15 de maio - Iolanda Fleming - política brasileira torna-se a primeira mulher a governar um estado.
- 2 de agosto - O primeiro-ministro da Malásia, Mahathir bin Mohamad, foi reeleito após vencer as eleições.
- 21 de outubro - Independência das Ilhas Marshall.
- 15 de novembro - São realizadas eleições para o poder legislativo estadual (assembléias legislativas), federal (Câmara dos Deputados e 2/3 do Senado) e para os governos estaduais no Brasil. O PMDB elege 23 dos 24 governadores.

## Nascimentos
| Data          | Nome            | Profissão                                     | Nacionalidade | Observações | Ref |
| ------------- | --------------- | --------------------------------------------- | ------------- | ----------- | --- |
| 21 de janeiro | Gabriela Prioli | advogada criminalista e comentarista política | Brasil        |             |     |

## Mortes
| Data            | Nome             | Profissão                                                   | Nacionalidade         | Observações                 | Ref |
| --------------- | ---------------- | ----------------------------------------------------------- | --------------------- | --------------------------- | --- |
| 28 de fevereiro | Olof Palme       | primeiro-ministro da Suécia de 1969 a 1976 e de 1982 a 1986 | Suécia                | n. 1927                     |     |
| 8 de maio       | Ernâni Sátiro    | político e escritor                                         | Brasil                | n. 1911                     |     |
| 31 de agosto    | Urho Kekkonen    | presidente da Finlândia de 1956 a 1982                      | Finlândia             | n. 1900                     |     |
| 19 de Outubro   | Samora Machel    | presidente de Moçambique de 1975 a 1986                     | Portugal (Moçambique) | n. 1933 Prémio Lenin da Paz |     |
| 29 de dezembro  | Harold Macmillan | primeiro-ministro do Reino Unido de 1959 a 1963             | Reino Unido           | n. 1894                     |     |